# Söltjerbrunnen

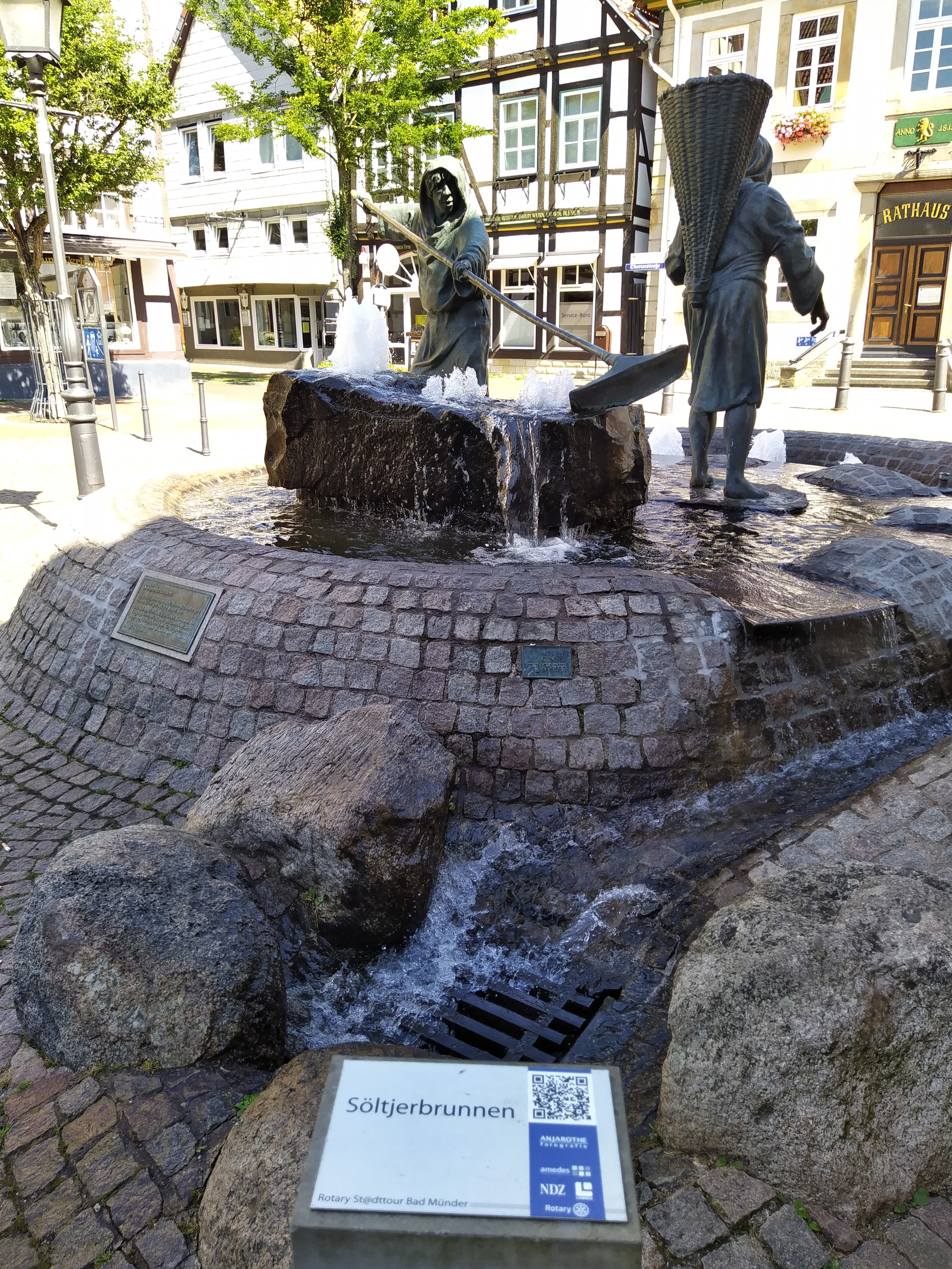
Der Söltjerbrunnen in Bad Münder am Deister

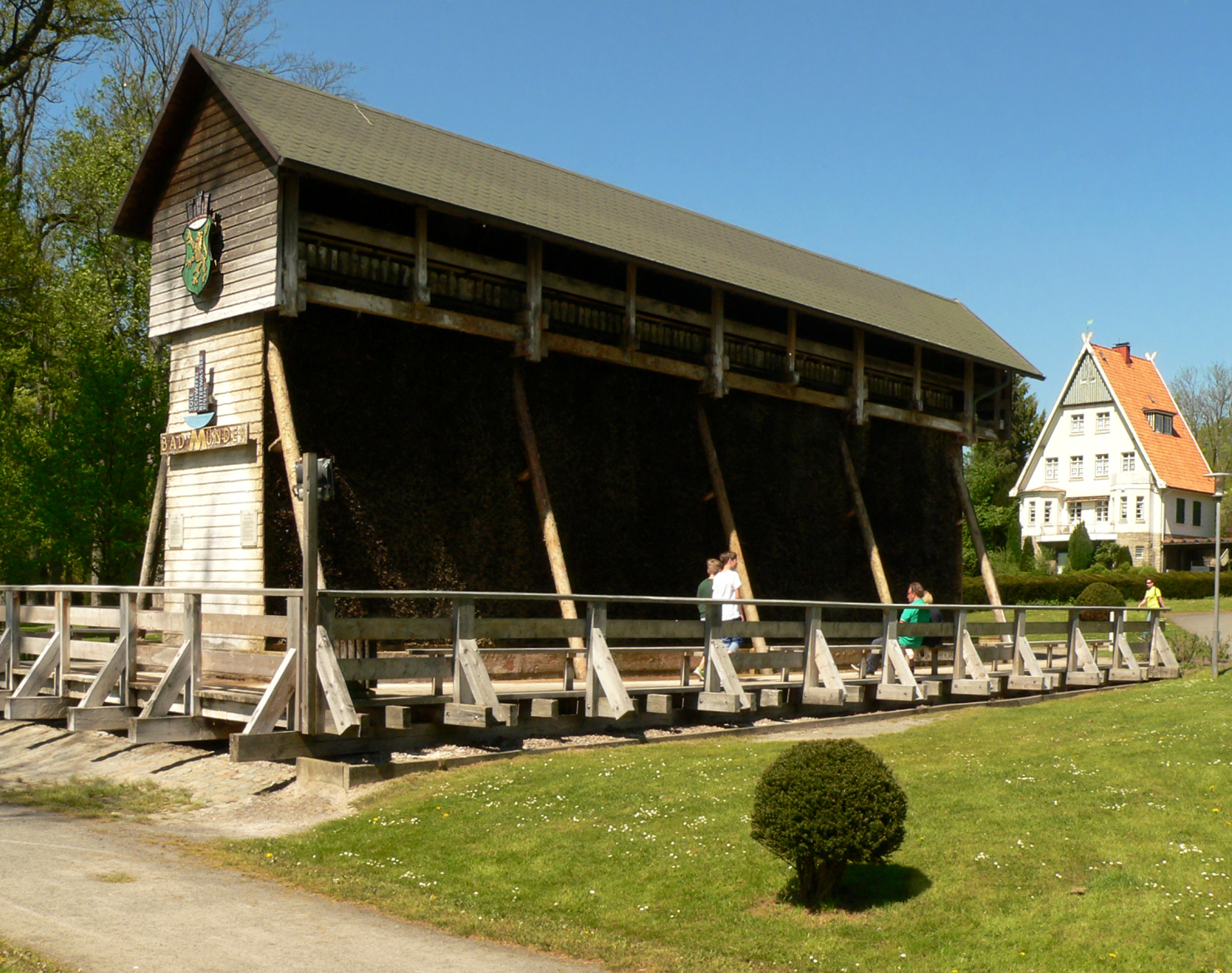
Gradierwerk im Kurpark von Bad Münder

Der Söltjerbrunnen an der Marktstraße der Stadt Bad Münder veranschaulicht die mehr als 1000-jährige Geschichte der Salzgewinnung in der heutigen Kurstadt am Deister. Der Name Söltjer oder auch Sölter ist die niederdeutsche Bezeichnung für einen Salzhändler. Der 1987 von dem Bildhauer Bernd Maro geschaffene Brunnen stellt einen Salzsieder und einen Salzträger bei ihrer schweren Arbeit dar, wie sie jahrhundertelang ausgeübt wurde.

## Geschichte und Beschreibung
Bereits im Mittelalter wurde die Salzgewinnung im heutigen Kurort erstmals urkundlich für das Jahr 1033 erwähnt. Anfangs wurde das salzhaltige Quellwasser des Ortes, die Sole, einfach in Salzsiedepfannen aus Keramik oder Blei zum Sieden gebracht, bis durch die Verdunstung des Wassers schließlich das Salz kristallisierte. Zum Schutz vor dem Salzstaub, der die Haut angreift, mussten sich die Sölter mit derben Kutten mit Kapuzen einhüllen. Dabei waren sie der starken Hitze durch das Feuer und den Wasserdampf ausgesetzt.
Maros Brunnen zeigt zwei Männer in ihrer Arbeitskleidung vor einer Siedepfanne. Einer der beiden kratzt das auskristallisierte Salz zusammen, um es zum Trocknen zu bringen. Der andere Mann steht für einen Salzträger, der das verkaufsfertige Salz mit einer Kiepe zu den Kunden trägt. Mit diesen Arbeiten konnten sich die Münder Bürger durch die rund um Bad Münder entspringenden Quellen jahrhundertelang einen Verdienst erwirtschaften.
Ab 1820 kam in Münder auch das Gradier-Verfahren hinzu, mit dem heute neue Möglichkeiten der Heilquellen genutzt werden können.